# エマ (小説)

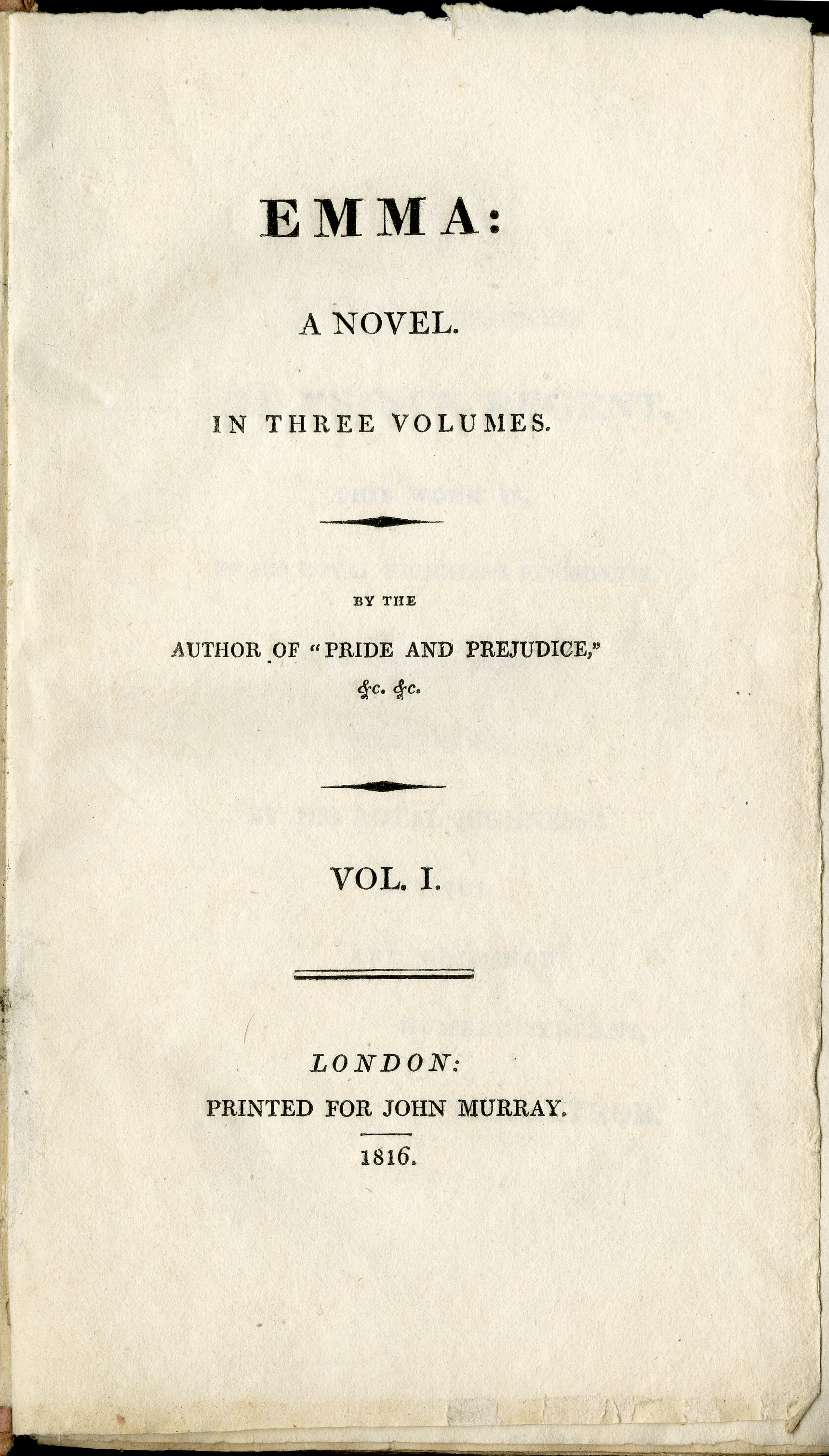

『エマ』（Emma）は、ジェイン・オースティンの長編小説。1814年1月21日に起稿し、翌年3月29日に完成、12月に刊行された。
恋愛の橋渡しを気取るエマが、紳士的男性ナイトリーによって自らを見つめ直し、成長し結婚するまでを描いた恋愛小説。『高慢と偏見』と並ぶオースティンの代表作とされており、当時の摂政王太子であったジョージ4世に献呈された。

## あらすじ

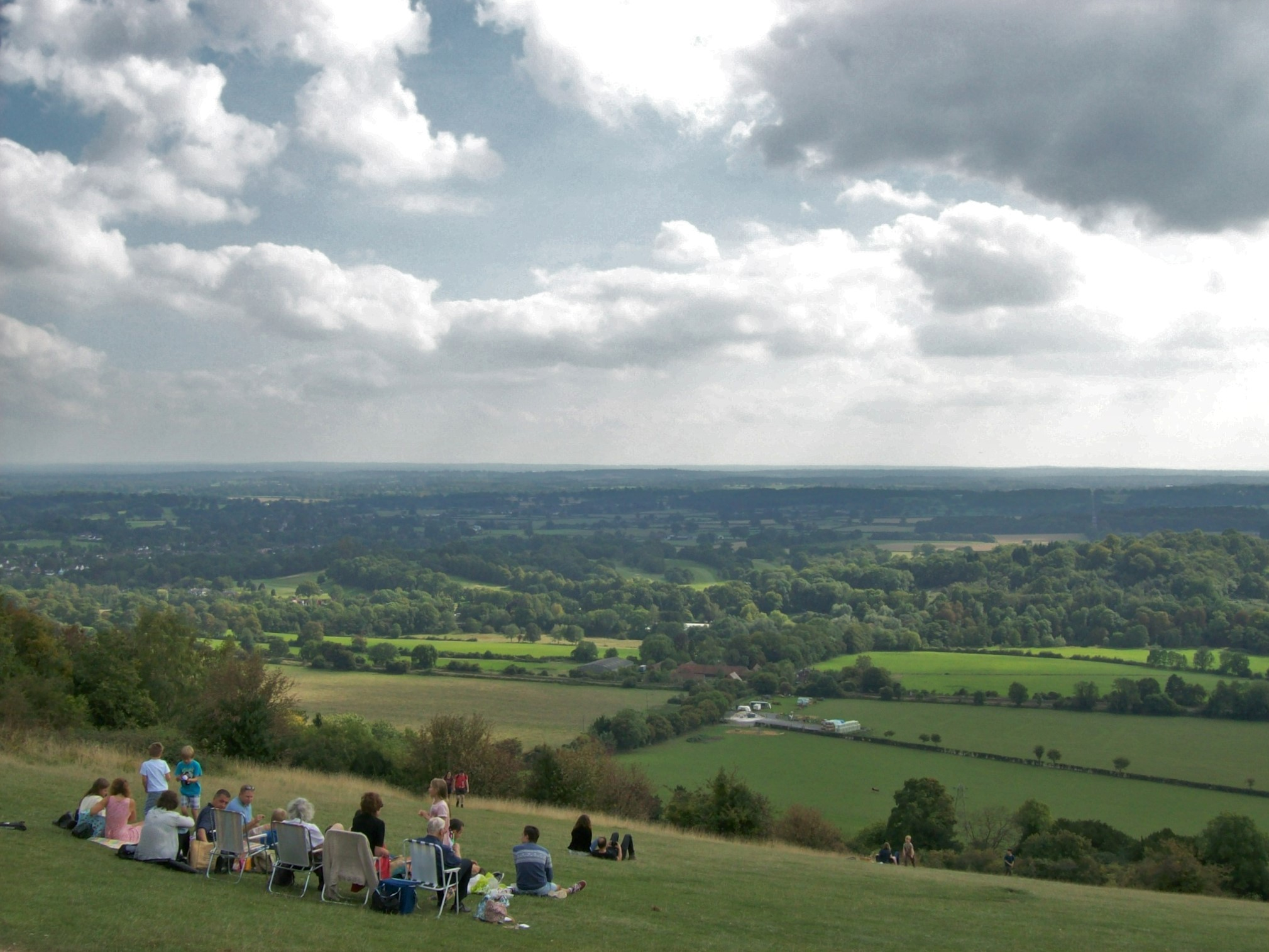
ボックス・ヒルは、実在する著名な景勝地である。

エマ・ウッドハウスは美しく、機知に富む女性である。母が亡くなり姉が結婚して家を出て行った後、父と2人で暮らしている。
ウッドハウス家の家庭教師を16年務めたアナ・テーラーは、ウェストンに嫁いだ。ウェストン氏にテーラーを紹介したのはエマで、自らが恋の仲介役であることを知る。するとエマは、年下の友人であるハリエット・スミスを牧師のエルトンと結び付けようとするが、エルトンが結婚しようとしているのが自分だと知り、この計画は失敗する。
ウェストンの前妻との子であるフランク・チャーチル、ウッドハウス家の隣人ベイツの姪であるジェーン・フェアファクスが登場する。チャーチルには好感を持ったエマだったが、ジェーンとは馬が合わない。エマは、今度はチャーチルとハリエットをくっつけようとするが、エマがミス・ベイツを侮辱してしまったためにナイトリーにたしなめられ、自らの欠点を認識する。
ハリエットは当初エマの意見で結婚を拒絶したロバート・マーティンと結ばれ、エマはナイトリーと結婚する。

## 主な登場人物

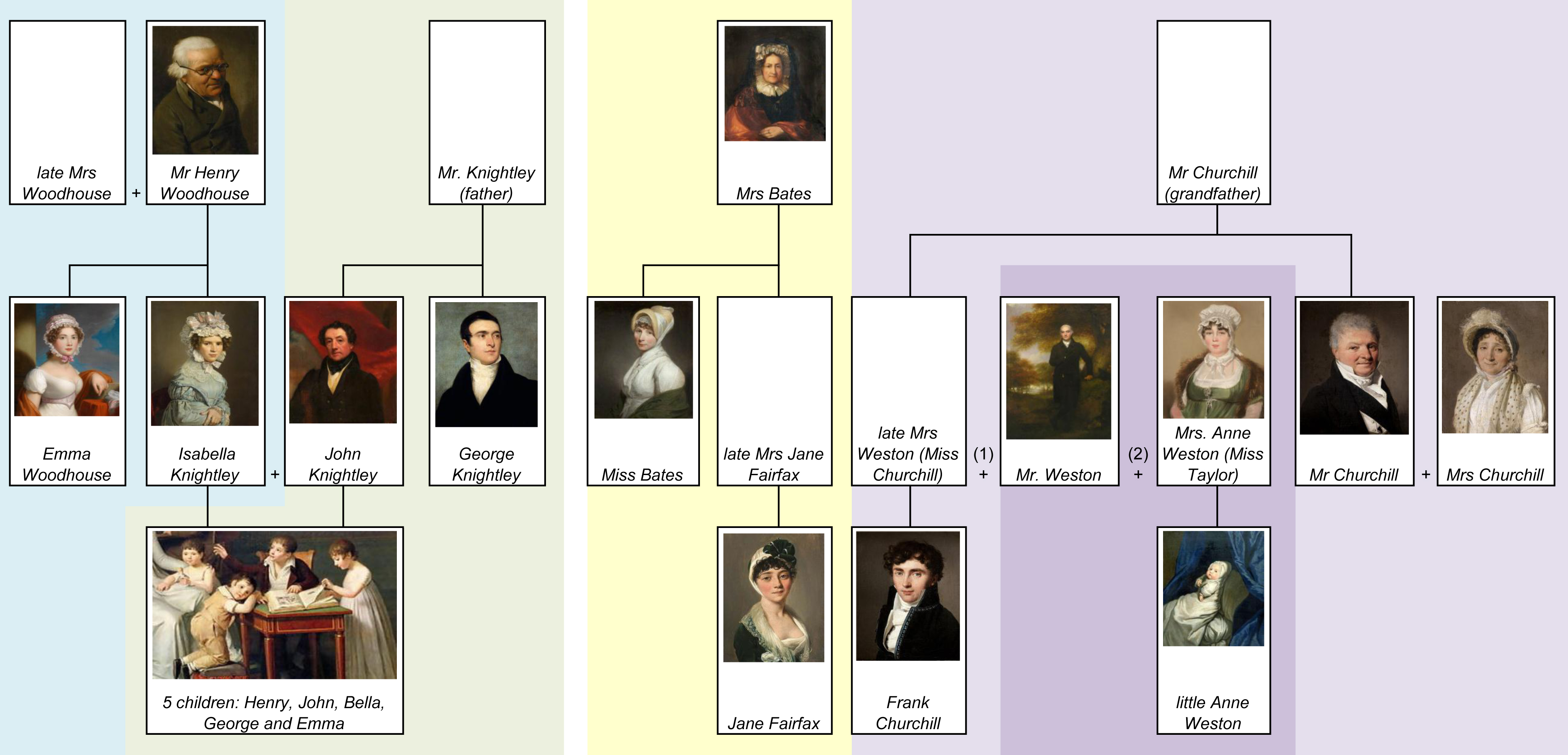
登場人物の家系図（肖像は、同時代の肖像画によるイメージ）

エマ・ウッドハウス
美しく機知に富むが自信過剰気味で気の強い女性。南イングランドのハイベリー村の裕福な家の娘。21歳。
ヘンリー・ウッドハウス
ハートフォードの住人。エマの父。すきま風と消化不良を恐れる気鬱症の老人。
ジョージ・ナイトリー
ドンウェルの住人。エマに意見できる唯一の人物。
ハリエット・スミス
エマの年下の友人。初心な娘でエマを崇拝している。エマのために何度も結婚をさせられそうになる。
アナ・テーラー
ウッドハウス家の家庭教師を16年間務める。小説の冒頭でウェストンと結婚。
ジェーン・フェアファクス
ベイツ夫人の孫。早くに両親を亡くす。知的だが心の扉が堅い。キャンベル家で第二の娘のように育てられるが、そろそろ自立しなければならない。
ベイツ夫人
ハイベリー教区の元牧師の未亡人。耳が遠く、夫の死後貧しい境遇を余儀なくされている。
ミス・ベイツ
ベイツ夫人の娘。天真爛漫のおしゃべり。ジェーンの伯母。
キャンベル大佐
戦死したフェアファクス中尉の戦友、遺児のジェーンを引き取る。
ディクソン夫人
キャンベル大佐のひとり娘。新婚。
ウェストン氏
ランドルーズの住人。ミス・チャーチルと結婚するも3年で死別、アナ・テーラーと再婚。
フランク・チャーチル
ウェストンと前妻との間の子。裕福な母方の伯父伯母に溺愛され遠方で育てられる。
イザベラ・ナイトリー
エマの姉。ジョージ・ナイトリーの弟ジョンと結婚、6歳の長男ヘンリーを頭に5人の子持ち。
フィリップ・エルトン
ハイベリーの新しい牧師。エマの仲介熱の最初の犠牲者、本命のエマにふられてからすぐにオーガスタ・ホーキンズと結婚する。
オーガスタ・エルトン
エルトン夫人。傍若無人のお節介屋。
ロバート・マーティン
農夫。ハリエットに求婚するが、あっさり断られる。
フォード夫妻
ハイベリー村の衣料品店主。
ゴダード夫人
ハリエットが通う女学校の校長。
コール夫妻
事業が成功して今や上流の人々との交際を望んでいる。
ペリー氏
ウッドハウス氏の友人で医師。

## 作品解説
主人公エマ・ウッドハウスを、作者オースティン自身は「私のほかには誰も好きになれそうにない女主人公」としている。

## 日本語訳
- 阿部知二訳『エマ』（中央公論社、新版1997年／中公文庫、改版2006年）
- ハーディング祥子訳『エマ』（青山出版社、1997年）、グーテンベルク21（上・下）、2011年 - 電子書籍
- 工藤政司訳『エマ』（岩波文庫 上・下、2000年）
- 中野康司訳『エマ』（ちくま文庫 上・下、2005年）、電子書籍、2014年
- パーカー敬子訳『エマ』（近代文藝社、2012年）

## 映像化作品
- 1972年 - 『エマ』テレビシリーズ、ドラン・ゴッドウィン主演
- 1995年 - 映画『クルーレス』 アリシア・シルヴァーストーン主演（翻案作品）
- 1996年 - 映画『Emma エマ』 グウィネス・パルトロー主演
- 1997年 - 『ジェイン・オースティンのエマ』テレビ映画、ケイト・ベッキンセイル主演
- 2007年 - 『エマ 〜恋するキューピッド〜』テレビシリーズ、ロモーラ・ガライ主演
- 2020年 - 『EMMA エマ』 アニャ・テイラー＝ジョイ主演

## 漫画化作品
- 英洋子『エマ』（宙出版 ロマンスコミックス、2011年）